# Curtis Myden
Curtis Allen Myden (* 31. Dezember 1973 in Calgary) ist ein ehemaliger kanadischer Schwimmer. Er gewann drei olympische Bronzemedaillen im Lagenschwimmen und siegte viermal bei Panamerikanischen Spielen. 1998 war er Weltmeisterschaftsdritter und 1994 gewann er zwei Silbermedaillen bei den Commonwealth Games.

## Karriere
Mydens Familie lebte in den 1970er Jahren einige Zeit in der Karibik, Curtis Myden lernte das Schwimmen auf den Bahamas. 1980 nach der Rückkehr in seine Heimatstadt schloss sich der 7-jährige Curtis dem Cascade Swim Club an. Im Alter von 16 Jahren wechselte er zum Schwimmverein der University of Calgary.
Von 1990 bis 2002 gehörte Myden zur kanadischen Nationalmannschaft. Er trat bei den Olympischen Spielen 1992 in Barcelona in zwei Disziplinen an. Im Brustschwimmen belegte er den 25. Platz auf der 100-Meter-Distanz. Über 400 Meter Lagen verpasste Myden als Zwölfter des Vorlaufs den Finaleinzug um anderthalb Sekunden. Im B-Finale belegte er den zweiten Platz, damit war er Zehnter des Wettbewerbs. 1993 bei den Kurzbahnweltmeisterschaften in Palma siegte Myden über 400 Meter Lagen und belegte den dritten Platz über 200 Meter Lagen.
1994 bildeten die in Victoria, British Columbia, ausgetragenen Commonwealth Games 1994 den Saisonhöhepunkt für die kanadischen Schwimmer. Sowohl über 200 Meter Lagen als auch über 400 Meter Lagen gewann Myden die Silbermedaille hinter dem Australier Matthew Dunn. Bei den Schwimmweltmeisterschaften 1994 in Rom belegte Myden den vierten Platz über 400 Meter Lagen und den siebten Platz über 200 Meter Lagen. Im März 1995 fanden in Mar del Plata die Panamerikanischen Spiele 1995 statt. Mayden gewann den Titel auf den beiden Lagenstrecken. Über 200 Meter Brust und mit der kanadischen Lagenstaffel erhielt er die Bronzemedaille, wobei er in der Lagenstaffel nur im Vorlauf eingesetzt worden war. Fünf Monate später fanden in Atlanta die Pan Pacific Swimming Championships statt. Myden belegte den vierten Platz über 400 Meter Lagen und mit der 4-mal-200-Meter-Freistilstaffel, über 200 Meter Lagen gewann er die Bronzemedaille. Ende des Jahres fanden in Rio de Janeiro die Kurzbahnweltmeisterschaften 1995 statt. Myden gewann auf den beiden Lagendistanzen jeweils die Silbermedaille hinter Matthew Dunn.
1996 bei den Olympischen Spielen in Atlanta fand zunächst der Wettbewerb über 400 Meter Lagen statt. Tom Dolan aus den Vereinigten Staaten siegte vor seinem Landsmann Eric Namesnik, Curtis Myden gewann die Bronzemedaille knapp vor Matthew Dunn. Über 200 Meter Lagen siegte vier Tage später der Ungar Attila Czene vor dem Finnen Jani Sievinen. Myden gewann die Bronzemedaille mit einer Sekunde Rückstand auf Sievinen und 0,32 Sekunden Vorsprung auf den Niederländer Marcel Wouda. 1997 belegte Myden bei den Pan Pacific Swimming Championships in Fukuoka den fünften Platz mit der 4-mal-200-Meter-Freistilstaffel. Über die beiden Lagendistanzen gewann Myden jeweils Silber hinter Matthew Dunn. Anfang 1998 fanden in Perth die Schwimmweltmeisterschaften 1998 statt. Myden belegte den sechsten Platz über 200 Meter Lagen. Über 400 Meter Lagen gewann er die Bronzemedaille hinter Tom Dolan und Marcel Wouda.
Nach einer längeren Wettkampfpause trat Myden bei den Panamerikanischen Spielen 1999 in Winnipeg an und gewann den Titel sowohl über 200 Meter als auch über 400 Meter Lagen. Bei den Pan Pacific Swimming Championships in Sydney drei Wochen später siegte auf beiden Lagendistanzen Matthew Dunn vor Curtis Myden. Ein Jahr später war Sydney Austragungsort der Olympischen Spiele 2000. Über 400 Meter Lagen siegte Tom Dolan vor deinem Landsmann Erik Vendt, mit einer Sekunde Rückstand gewann Myden die Bronzemedaille. Im Wettbewerb über 200 Meter Lagen verpasste Myden den Finaleinzug als Zehnter des Halbfinales, als Neunter des Halbfinales schied auch sein langjähriger Rivale Matthew Dunn aus.
2001 belegte Myden bei den Schwimmweltmeisterschaften 2001 in Fukuoka den achten Platz über 200 Meter Lagen und den siebten Platz über 400 Meter Lagen. Zum Abschluss seiner Karriere nahm er an den Commonwealth Games 2002 in Manchester teil. Er erreichte den fünften Platz über 400 Meter Lagen und den sechsten Platz über 200 Meter Lagen. Nach den Commonwealth Games beendete er seine Karriere, in der er neben den internationalen Erfolgen auch 30 kanadische Meistertitel gewonnen hatte.
Curtis Myden studierte und schwamm an der University of Calgary unter dem Trainer Deryk Snelling. 1999 graduierte er dort, weshalb er 1998 auf die Teilnahme an den Commonwealth Games verzichtet hatte. 2006 schloss er sein Medizinstudium als Orthopäde ab, 2011 wurde er in die Canadian Olympic Hall of Fame aufgenommen, zu diesem Zeitpunkt stand er kurz vor Beendigung der Facharztausbildung.